# رتسوو

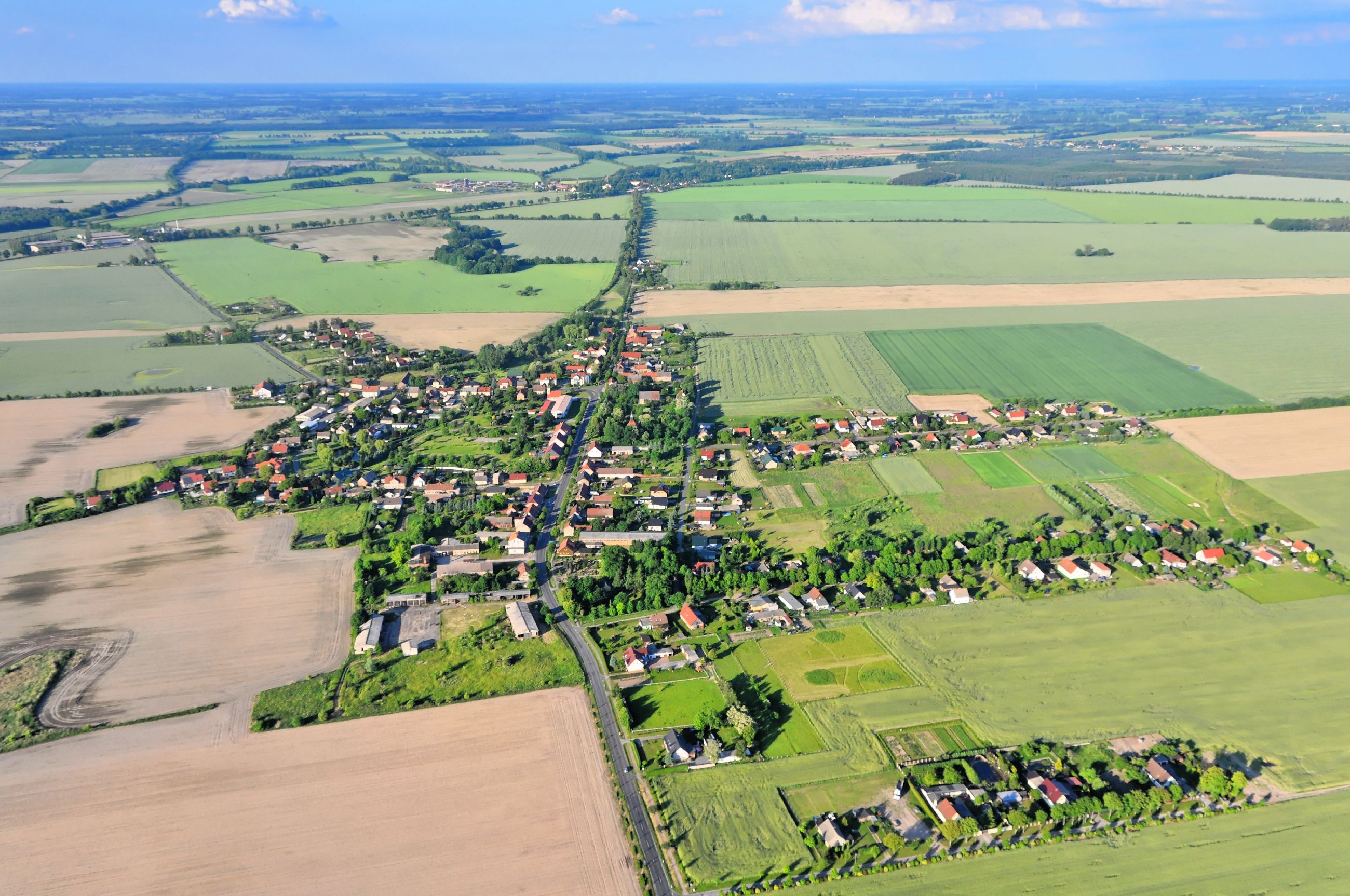
رتسوو

رتسوو (به آلمانی: Retzow) یک شهر در آلمان است که در هافه‌لانت واقع شده‌است. رتسوو ۵۸۰ نفر جمعیت دارد.